# Jaslice
 Ovo je glavno značenje pojma Jaslice. Za druga značenja pogledajte Jaslice (razdvojba).
Jaslice (umanjenica i odmilica od jasle, prasl. (j)ěsli – jesti; lat. praesepe, grč. φάτνη), poznate i kao Božićne jaslice, umjetnički su, scenski ili ukrasni prikaz Isusova rođenja opisana u Evanđeljima po Mateju i Luki. Sastoje se od pomičnih ili nepomičnih figurica Djeteta Isusa, Djevice Marije, sv. Josipa i pejsažnih kulisa. Složenije jaslice imaju i druge likove poput pastira, anđela, svetih triju kraljeva i inih. U živim jaslicama ljudi odjeveni po uzoru na Galilejce i životinje s pratećom scenografijom utjelovljuju događaj Kristova rođenja, kojega predstavlja živo dijete. Vol i magarac često su sastavni dio jaslica, makar se ne spominju u biblijskom opisu Isusova rođenja. Izrađivači jaslica nazivaju se jasličarima.
Jaslice se postavljaju u domove i crkve u danima uoči ili na Badnjak i ostaju do blagdana Bogojavljanja ili Krštenja Isusova. Najstariji prikaz jaslica je reljef u Priscilinim katakombama iz oko 230. Najstariji prikazi jaslica u Hrvatskoj su prikaz s Buvininih vratnica splitske katedrale i minijature iz Trogirskoga evanđelistara. Prve jaslice postavio je sv. Franjo Asiški u talijanskome mjestu Grecciu 1223. Prve jaslice s figuricama postavljene su u samostanu Fussen u Bavarskoj 1252. Jaslice u suvremenu obliku potječu iz 16. stoljeća, a procvat su doživjele nakon Prvoga svjetskog rata. Najstarije hrvatske jaslice čuvaju se na otočiću Košljunu pokraj Krka. Papa Ivan Pavao II. započeo je 1982. tradiciju postavljanja jaslica u Vatikanu na Trgu svetoga Petra pred božićno drvce. U Bijeloj kući u božićno vrijeme izložene su talijanske jaslice iz 18. stoljeća. Među poznatijim jaslicama u Europi jesu provansalski santoni, krakovske i napuljske jaslice. 

## Isusovo rođenje
Po Evanđeljima, Djevica Marija rodila je Isusa uz pomoć svoga zaručnika Josipa u hebrejskom gradu Betlehemu. Rimski car August zapovijedio je popisivanje stanovništva u cijelom carstvu. Svatko je trebao ići u grad svojih predaka. Marija i Josip bili su iz roda kralja Davida pa je za njih popis bio u Betlehemu. Zbog gužvi nisu mogli naći mjesto u svratištima. Sklonili su se u spilju kraj grada, gdje pastiri sklanjaju svoje životinje za nevrijemena. Tu je Marija porodila Isusa, povila ga i smjestila u jasle (Lk 2,7).
U blizini su pastiri čuvali stada, prišao im je anđeo Gospodnji i rekao: "Ne bojte se! Evo javljam vam blagovijest, veliku radost za sav narod! Danas vam se u gradu Davidovu rodio Spasitelj – Krist, Gospodin. I evo vam znaka: naći ćete novorođenče povijeno gdje leži u jaslama (Lk 2,10-12). Pastiri su posjetili Isusa, Mariju i Josipa, a "Marija u sebi| pohranjivaše sve te događaje i prebiraše ih u svome srcu (Lk 2,19)". Uskoro su se smjestili na bolje mjesto, jer se našao smještaj. Poslije je zvijezda repatica dovela sveta tri kralja do Isusa.
Prikaz rođenja Isusova po Lukinu Evanđelju (1-2):

U one dane izađe naredba cara Augusta da se provede popis svega svijeta. Bijaše to prvi popis izvršen za Kvirinijeva upravljanja Sirijom. Svi su išli na popis, svaki u svoj grad. Tako i Josip, budući da je bio iz doma i loze Davidove, uziđe iz Galileje, iz grada Nazareta, u Judeju – u grad Davidov, koji se zove Betlehem – da se podvrgne popisu zajedno sa svojom zaručnicom Marijom koja bijaše trudna. I dok su bili ondje, navršilo joj se vrijeme da rodi. I porodi sina svoga, prvorođenca, povi ga i položi u jasle jer za njih nije bilo mjesta u svratištu.

## Povijest

### Rano kršćanstvo
Prve jaslice bile su one u Betlehemu, kada se Isus rodio. Već u ranim stoljećima kršćanstva, vjernici su slikali prizore Isusova rođenja u katakombama. Najstariji takav prikaz očuvan je u Priscilinim katakombama, iz oko 230. Kršćani su već od II. st. častili i pohađali mjesto Isusova rođenja u Betlehemu, o čemu su pisali i Crkveni oci Origen, Euzebije, Egerije i sveti Jeronim. Tradicija izrade jaslica javlja se krajem IV. ili početkom V. st. u Betlehemu: sveti Jeronim zapisao je kako su za njegova života u crkvi Kristova rođenja postojale srebrne jaslice koje su bile izložene u crkvi cijele godine. Nakon potvrde Isusove naravi kao Bogočovjeka i Marije kao Bogorodice na Efeškom saboru papa Siksto III. daje u Liberijevoj bazilici urediti kapelicu Svete Marija od Jaslica (Santa Maria ad praesepe) u Liberijevoj bazilici.
Majka rimskoga cara Konstantina, carica Jelena dala je sagraditi baziliku nad mjestom špilje u kojoj se Isus rodio. Relikvije betlehemskih jaslica čuvaju se u rimskoj bazilici sv. Marije Velike, u podzemnoj kapelici Ad praesepe u obliku betlehemske špilje, a čini ih pet drvenih ploča koje je u Rim donio papa Teodor. Od tada se u Rimu razvija javno izlaganje i štovanje jaslica. U istoj bazilici, nalaze se i jaslice od mramora iz 1283., čiji je autor toskanski kipar Arnolfo di Cambio. Bio je običaj, da papa na tom mjestu drži božićnu polnoćku.

### Srednji vijek
U srednjem vijeku, u božićno vrijeme izvodili su se igrokazi, koji su prikazivali Isusovo rođenje i preteča su živih jaslica. Prve je jaslice postavio sveti Franjo Asiški, 1223. sa živim ljudima i životinjama, o čemu postoji izvješće fra Tome Čelanskog. Franjo je od pape Honorija III. dobio dopuštenje za postavljanje jaslica u crkvi. Prisustvovao je kao đakon polnoćki sa svojom subraćom u šumskoj špilji kod Greccia blizu Asiza. Uz jasle sa slamom kraj oltara privezao je magarca i konja. Čelanski je prikaz jaslica usporedio sa sakramentom Euharistije. Nadalje, Čelanski i sv. Bonaventura navođe viđenje viteza i Franjina prijatelja Ivana iz Greccia koji je u jaslicama na oltaru vidio Dijete Isusa:
»Vidio je naime kako u jaslama leži prestrašeno Djetešce i Božjeg sveca koji Djetetu pristupa kao da ga hoće oda sna probuditi. To viđenje nije bilo neumjesno, jer je Dijete Isus bilo zaboravljeno u srcima mnogih u kojima je djelovanjem milosti po njegovu sluzi Franji bilo probuđeno i duboko utisnuto u vjerno pamćenje«.
Sveta Klara Asiška poticala je postavljanje jaslica u samostanima klarisa. Prve jaslice s figuricama, za koje se danas zna, postavljene su u samostanu Fussen u Bavarskoj 1252. Smatra se da je ključnu ulogu u širenju jaslica imala inicijativa svećenika u srednjem vijeku koja je poticala vjernike na razmišljanje i meditaciju o Isusovom rođenju izradom kolijevki ili jaslica s kipićem Djeteta Isusa. One su bile nabožni predmet poput krunice i raspela. Nakon sto godina, gotovo sve crkve u Italiji imale su jaslice u božićnom vremenu. Sicilijanski kralj Karlo III. skupljao je jaslice, koje su bile sve sadržajnije i raskošnije. Uskoro su i drugi imali zbirke jaslica. Prve jaslice u Španjolskoj postavljenje su oko 1300. u katedrali u Barceloni.

### Novi vijek i suvremeno doba
Jaslice u suvremenu obliku nastale su u XVI. st. Prve moderne jaslice postavili su isusovci u svojem kolegiju u Coimbri, a prve crkvene jaslice isusovci su postavili u Pragu, 1562. U vrijeme protureformacije, jaslice su imale važnu ulogu u katoličkoj obnovi. Jaslice su popularizirali i franjevci, dominikanci, augustinci i ini. Središte izrade jaslica bila je Italija, pogotovo gradovi Napulj i Genova.
Početkom XVII. st., jaslice su se pojavile i u hrvatskim krajevima. Najstarije hrvatske jaslice iz toga vremena čuvaju se na otočiću Košljunu kraj Krka. Španjolci su kolonizacijom donijeli jaslice u Južnu Ameriku, gdje su nastali i jedinstveni primjerci za pojedine krajeve. U doba Francuske Revolucije klasične jaslice bile su zabranjene u Francuskoj pa su se pojavile jaslice s figurama svjetovnoga karaktera (obrtnika, slijepaca i dr.), jer su figure Isusa i biblijskih likova bile nepoćudne. Poslije Prvoga svjetskog rata narasla je popularnost i počela je tržišna proizvodnja i prodaja jaslica.
Papa Franjo objavio je na prvu nedjelju Došašća 2019. apostolsko pismo Čudesan znak, o značenju i vrijednosti jaslica.
Zaslugom španjolskih zastupnika, krajem 2022. u Europskome parlamentu prvi su put izložene jaslice, rad Jesúsa Griñána iz Murcie.

## Izgled
Jaslice se sastoje od pomičnih i nepomičnih figurica, kojima se prikazuje Isusovo rođenje. Središte je dijete Isus, koji leži na slami, a uza njega su majka Marija i sv. Josip, zatim životinje: magarac, vol i druge te anđeli i pastiri. Iza figurica su pejsažni motivi, koji dočaravaju grad Betlehem u doba Isusova rođenja, bijele kućice ravnih krovova, stabla čempresa, palmi i ostalog bilja, koje raste u Svetoj Zemlji. Spilja, čije je tlo prekrivena slamom jako je čest motiv jaslica i u njoj ili ispred nje postavljene su figure. Na vrhu spilje čest je natpis "Slava Bogu na visini" (lat. "Gloria in excelsis Deo"). Nekada se vidi zvjezdano nebo s betlehemskom zvijezdom te mjesec.
U nekim jaslicama nalaze se i likovi Sveta tri kralja, a ponegdje se oni pojavljuju tek neposredno prije njihovog blagdana, koji se slavi 6. siječnja. U različitim krajevima svijeta, postoje različiti običaji izrade jaslica. Tako su u Kolumbiji, figurice koja predstavljaju Mariju i Josipa odjevene u narodnje nošnje. Ponekad su figurice žute ili crne boje kože. Jaslice ne prikazuju uvijek doslovno scene napisane u Evanđeljima, pa se zajedno pojavljuju pastiri i Sveta tri kralja, što se nije dogodilo u stvarnosti. U rijetkim slučajevima, u jaslicama postoje i figure osoba iz Staroga zavjeta: Adama i Eve, Noe, dvanaest Jakovljevih sinova, proroka i drugih. U Meksiku, postoji tradicija postavljanja jaslica u domovima 16. prosinca, kada počinje devetodnevna svečanost sjećanja na zaruke Marije i Josipa.
Postoje umjetnički prikazi jaslica, koji se mogu prilično razlikovati od tradicije, poput figura u obliku geometrijskih likova. Jaslice se postavljaju u domove na Badnjak i ostaju do blagdana Bogojavljanja, a u crkvama do blagdana Krštenja Isusova. Najčešće se nalaze ispod božićnog drvca. Materijal od kojeg se izrađuju figure može biti prirodan poput drveta, papira, kamena, slame, kukuruzovine ili umjetan: plastika, staklo, keramika itd.

## Žive jaslice
Žive jaslice su scenski prikazi Isusova rođenja s ljudima odjevenima u Mariju i Josipa, koji nepomično stoje, dok živo dijete koje predstavlja Isusa leži u jaslama. Pojavile su se u Europi nedugo nakon prvih jaslica sv. Franje Asiškog u srednjem vijeku. U crkavama su zabranjene u 15. stoljeću, zbog zloupotreba. Nastavile su postojati izvan crkvi. Njemački imigranti donijeli su i popularizirali ideju živih jaslica u Ameriku. Nastao je običaj, da se žive jaslice postave u školama i da djeca aktivno sudjeluju.
U nekim državama svijeta, glumci i izvođači kostimirani u Mariju, Josipa i Isusa putuju od grada do grada i na ulicama predstavljaju žive jaslice te traže prenočište kod ljudi po kućama.
Ponekad se uz žive jaslice javljaju kontroverze. Tako su u Georgiji 2008. godine, prosvjednici uništili osam scena živih jaslica.

## Životinje u jaslicama
Vol i magarac su često sastavni dio jaslica, makar se ne spominju u biblijskom opisu Isusova rođenja. Običaj je možda nastao iz pseudobiblijskog teksta iz 8. stoljeća, u kojemu se spominju vol i magarac u spilji uz novorođenog Isusa. Starozavjetni prorok Izaija napisao je: „Vol poznaje svog vlasnika, a magarac jasle gospodareve”, što se citira u spomenutom tekstu. Tradicijski, vol predstavlja strpljivost i židovski narod, a magarac poniznost, spremnost na služenje i ostale narode osim židovskog. Izraz magarac u Izraelu nema pogrdno značenje, nego se prikazuje kao pozitivan primjer vjernosti i marljivosti.
U spisu Ordo paginarum iz 1415., zabilježeno je da je u tijelovskoj svečanosti, figura Djeteta Isusa ležala između vola i magarca. U jaslicama tijekom povijesti ponekad su bile i druge životinje poput deva i slonova kraj figurica sveta tri kralja. Od oko 1970. u SAD-u u živim jaslicama pojavljuje se ovce i magarci, a ponekad se iznajmljuju životinje iz zoološkog vrta.[nedostaje izvor]

## Poznate jaslice

### Vatikan
Papa Ivan Pavao II. započeo je 1982. tradiciju postavljanja jaslica u Vatikanu na Trgu sv. Petra ispred božićnoga drvca. Godine 2006., u jaslice je postavljeno 17 novih figura, izrađenih od smrekova drva, rad kipara iz talijanskoga grada Tesera. Postavljena je i izložba dvanaesterih jaslica iz Tesera, izrađenih prije 1800. Godine 2007., jaslice su prikazale Djevicu Mariju s Djetetom Isusom u kući sv. Josipa u Nazaretu. Lijevo od sobe bila je Josipova drvodjelska radionica, a desno gostionica što je simboliziralo duhovnost i materijalizam. Sve je bilo izrađeno u stilu flamanske škole iz početka 16. stoljeća. Godine 2008., postavljene su drvene figurice iz talijanske pokrajine Trento. Devet figurica potječe iz 1842., kada ih je sv. Vinko Palotti darovao jednoj rimskoj crkvi.
Od 1968. godine, rimski pape održavaju svečanost blagoslova figurica Djeteta Isusa i kolijevki posljednje nedjelje prije Božića. U tome sudjeluju školska djeca. Godine 1978., sudjelovalo je oko 50 000 djece.
U Vatikanu se tijekom Došašća i Božićnoga razdoblja liturgijske godine na Trgu sv. Petra održava međunarodna izložba „100 jaslica u Vatikanu”.

### Santoni
Santoni su male ručno-bojane figurice od terakote, koje se izrađuju za jaslice u francuskoj pokrajini Provansi. Na provansalskom jeziku, santon znači "mali svetac". Postoji 55 figurica, koje prikazuju različite likove iz Provanse: ribare, slijepce, prodavače, obrtnike itd. Tradicija je nastala za vrijeme Francuske revolucije, kada su zabranjene jaslice i zatvorene crkve. Jean-Louis Lagnel prvi je radio santone, a danas ih izrađuju obiteljski obrti. U francuskim gradovima Marseilleu i Aubagneu postoje sajmovi na kojima se prodaju ove figurice. U Marseilleu postoji i Muzej santona, koji predstavlja privatnu zbirkz santona iz 18. i 19. stoljeća.

### Krakovske jaslice
Krakovske jaslice (polj. szopki krakowskie, »šopke«) poseban su oblik jaslica nastale u poljskom gradu Krakovu u 19. stoljeću. To su drvene, kartonske ili stiroporne figurice Isusa, Marija, Josipe, pastira i dr. postavljene u makete povijesnih građevina iz Krakova, najčešće u Baziliku sv. Marije, dvorac Warvel ili katedralu sv. Stanislava i Vaclava, i oblijepljene aluminijskim folijama, ukrasnim papirima i svjetlucajućim materijalima. U svojo konstrukciji moraju imati barem jedan zvonik sa zastavama, a na njihove vrhove postavlja se bijeli orao ili grb grada Krakova. Na vratima se često javlja motiv vrata sv. Florijana. Uz likove Svete obitelji i pastira, često se u sklopu jaslica nalazi i likovi iz poljske povijesti (Ivan Pavao II., Czeslaw Milosz, Lech Walesa). Tradicija je počela, kada su ih krakovski kipari počeli izrađivati, da si povećaju prihode u božićno vrijeme. Rasla je sve više popularnost u čemu je pomogla i poljska plemićka obitelj Potocki. Nakon osamostaljenja Poljske 1918., izrađuju se kao suveniri te od 1937. grad održava natjecanja s izborom najljepših. Tijekom Drugoga svjetskoga rata jaslice su se nalazile po podrumima i skloništima, a tradicija se održala i tijekom komunizma. U Povijesnom muzeju u Krakovu čuvaju se najljepši primjerci. God. 2018. uvrštene su na UNESCO-v popis nematerijalne kulturne baštine.
Krakovske jaslice bile su izložene tijekom Došašća 2016. u zadarskoj Gradskoj loži, 2018. kao izložba fotografija na zagrebačkom Zrinjevcu, početkom 2019. na Filozofskomu fakultetu u Osijeku, tijekom Došašća 2022. u auli zagrebačkoga Filozofskoga fakulteta.

### Napuljske jaslice
Napulj je središte izrade jaslica u Italiji, pogotovo četvrt Spaccanapoli, gdje postoje mnogobrojne manufakture koje izrađuju jaslice u raznim veličinama i oblicima. Po tamošnjem običaju majstori ponekad dodaju jaslicama jedan ili dva lika koji povijesno nisu sudionici božićnog prizora, ali su po nečemu postali poznati poput političara i glumaca. Stanovnici Napulja jaslice postavljaju već 8. prosinca, ali je figura Isusa u jaslicama tek od Božića. Do 16. stoljeća jaslice su bile samo u samostanima, a nakon toga i u kućama napuljskih plemićkih obitelji. U napuljskom Povijesnom muzeju nalaze se jaslice "Cuciniello" s 160 figura ljudi, 80 figura životinja, anđela i 450 minijaturnih objekata.

### Jaslice iz Genove
U talijanskom gradu Genovi, u marijanskom svetištu "la Madonnetta" nalazi se zbirka jaslica iz 17. i 18. stoljeća. Sastoje se od drvenih figurica smještenih među kulise srednjovjekovne Genove i njezinih najpoznatijih građevina, koje su izradili ligurijski majstori. Najpoznatiji izrađivač jaslica bio je Anton Maria Maragliano. Dio kolekcije nalazi se i u privatnom muzeju "Giannettino Luxoro" u Nerviju kraj Genove.

## Jaslice u Hrvatskoj
Na portalu trogirske katedrale sv. Lovre, nalazi se reljef Isusova rođenja, koji podjeća na jaslice, rad majstora Radovana. Na početku 17. stoljeća, jaslice su došle na današnji prostor Hrvatske. Najstarije hrvatske jaslice iz toga vremena, rad nepoznatog majstora, čuvaju se na otočiću Košljunu kraj Krka. U Dalmaciji je postojao običaj koledanja uz nošenje jaslica na rukama prilikom pjevanja božićnih pjesama. Franjevci su puno pridonijeli širenju jaslica. U Dubrovniku je 2005. pokrenut Međunarodni festival jaslica i božićnih običaja u Hrvatskoj. Etnografski muzej iz Zagreba svake godine priređuje izložbe božićne tematike, na kojoj se izlažu i umjetničke jaslice, koje su izrađivali hrvatski umjetnici poput Ivana Lackovića Croate, Josipa Botterija, Kuzme Kovačića i dr. Hrvatski umjetnici od 1985. redovito sudjeluju na međunarodnoj izložbi jaslica u Rimu, koja ima dugu tradiciju. U Hrvatskoj u 21. stoljeću dolazi do obnove tradicije uprizorenja živih jaslica na gradskim trgovima i u mjestima u božićno vrijeme, često u okviru župa i djelovanjem udruga.
Izgradnja jaslica u Hrvatskoj tradicija je određenih obitelji. Tako su među graditeljima jaslica obitelj Mužina iz Žminja i dr.
Jaslice se u božićno vrijeme izlažu i na gradskim trgovima. Tako su 2023. prvi put izložene na trgu sv. Marka u Zagrebu.

## Protivljenja
Meksički državljanin podignuo je 2022. tužbu protiv grada Chocoláea, u Yucatánu, zbog izloženih jaslica u zgradi gradske vijećnice. Sudac Vrhovnoga suda pravde Juan Luis Gonzalez Alcantara iznio je prijedlog o zabrani postavljanja jaslica i bilo kakvih ukrasa i simbola u javnom prostoru koji bi aludirali na vjersko uvjerenje. Na to su odgovorili meksički biskupi porukom naslovljenom „Vjerska sloboda, sa svojim individualnim i društvenim očitovanjem – da. Ne sekularizmu koji zahtijeva vjersku odsutnost ili 'neutralnost' u javnom životu naših naroda”, pozivajući se na čl. 18. Opće deklaracije o ljudskim pravima. Meksički predsjednik Andres Manuel Lopez Obrador izjasnio se protiv zabrane jaslica.

## Galerija
- Jaslice na Trsatu u Rijeci.
- Bijele jaslice u SAD-u.
- Jaslice iz Španjolske.
- Jaslice iz Švedske.
- Jaslice od drveta u Češkoj.
- Jaslice u portugalskom svetištu Gospe Fatimske.
- Jaslice iz Meksika.
- Jaslice u Engleskoj.
- Jaslice iz Italije.

## Unutarnje poveznice
- Božić
- Isusovo rođenje u likovnoj umjetnosti
- Badnjak
- Božićno drvce

## Vanjske poveznice
| Portal:Kršćanstvo | Portal: Kršćanstvo |

- Jaslice hrt.hr. HRT. Arhivirana inačica izvorne stranice od 26. kolovoza 2002. (Wayback Machine)
- Krakovske jaslice   Arhivirana inačica izvorne stranice od 23. studenoga 2010. (Wayback Machine)
- Muzej jaslica u Alicanteu   Arhivirana inačica izvorne stranice od 8. prosinca 2009. (Wayback Machine)
- Jaslice iz Provanse  Arhivirana inačica izvorne stranice od 14. rujna 2009. (Wayback Machine)
- Jaslice u Italiji   Arhivirana inačica izvorne stranice od 21. veljače 2009. (Wayback Machine)